# 渡辺一枝
渡辺 一枝（わたなべ いちえ、女性、1945年 - ）は、日本の作家、エッセイスト。
夫は作家の椎名誠。

## 略歴
旧満州・ハルビン出身。白梅学園短期大学卒業、北里大学中退。
1968年、共同で保育所をつくって保母として務める傍ら、エッセイを書き、1986年「自転車いっぱい花かごにして」で注目を浴びる。
1987年春から文筆業に専念。また、幼少時からアジア、チベットに関心を持ち、度々山を訪れている。
椎名誠の仕事都合で東京都小平市に転居する。
2008年初の写真集『風の馬「ルンタ」』を刊行し、初の写真展も開催。

## 著書
- 『自転車いっぱい花かごにして』（情報センター出版局） 1986、のち講談社文庫 1991
- 『気が向いたら風になって』（情報センター出版局） 1986、のち講談社文庫 1993
- 『ひなまつり』（情報センター出版局） 1987
- 『時計のない保育園 : 私の幼い友人たちのために』（情報センター出版局） 1987
- 『空ゆく雲を追いかけて』（情報センター出版局） 1988、のち講談社文庫 1995
- 『いちえさんの春・夏・秋・冬 : 十二カ月の暮らしごよみ』（講談社） 1988
- 『食べるの大好き : 時計のない保育園・実践篇1』（田原喜久江共著、情報センター出版局） 1988
- 『やさい・くだもの・さかな』（情報センター出版局） 1988
- 『こぶたがずんずん』（長新太え、あすなろ書房） 1988
- 『いつも読みたい本ばかり』（講談社） 1989
- 『大きくなぁれ : 時計のない保育園・実践篇2』（円道徳子共著、情報センター出版局） 1989
- 『王様の耳はロバの耳』（講談社） 1990
- 『モンゴルの少女がくれた鳥の羽根』（トレヴィル） 1990
- 『金色のライオン』（広瀬弦絵、あすなろ書房） 1990
- 『預けて働くとき』（フレーベル館、ワーキングマザーシリーズ1） 1990
- 『桜を恋う人 : 二つの祖国に生きて』（孫俊然原著、情報センター出版局） 1991
- 『草の絵本 : 四季折々の野の草花、山の草花』（武田明写真、講談社、講談社カルチャーブックス56） 1992
- 『時計のない保育園 : 私の幼い友人たちのために』（集英社、集英社文庫） 1993
- 『ありの子ギータ』（杉浦範茂絵、クレヨンハウス、おはなし広場） 1993
- 『眺めのいい部屋』(椎名誠写真、集英社） 1995、のち集英社文庫 1998
- 『桜を恋う人』（集英社、集英社文庫） 1995
- 『ハルビン回帰行』（朝日新聞社） 1996
- 『すっぴん素顔のこのまんま : 私の気持ちいい毎日』（ベストセラーズ） 1996
- 『チベットを馬で行く』（文芸春秋） 1996、のち文春文庫 2003
- 『またひなまつり』（集英社） 1997
- 『私と同じ黒い目のひと : チベット・旅の絵本』（集英社） 1997
- 『絣のもんぺでトレビアン』（佼成出版社） 1998
- 『すっぴん素顔のこのまんま : 私の気持ちいい毎日』(ベストセラーズ、ワニ文庫） 1998
- 『わたしのチベット紀行』（集英社） 2000
- 『わたしのチベット紀行 : 智恵と慈悲に生きる人たち』（集英社、集英社文庫） 2003
- 『叶うことならお百度参り : チベット聖山巡礼行』（文藝春秋） 2006
- 『風の馬「ルンタ」』（本の雑誌社） 2008
- 『消されゆくチベット』（集英社、集英社新書） 2013
- 『福島の声を聞こう! = After 3.11 I'll hear Fukushima's voice : 3.11後を生き抜く7人の証言』（オフィスエム） 2014
- 『戦後70年 - いま、女たちは発言する』（坂田雅子, 野沢喜代, 野池道子, 纐纈あや, 寺島純子共述、オフィスエム） 2016
- 『ツァンパで朝食を』（写真・文、本の雑誌社） 2019
- 『チベット = TIBET : 祈りの色相、暮らしの色彩』（新日本出版社） 2020
- 『聞き書き南相馬』（新日本出版社） 2020
- 『ふくしま人のものがたり』（新日本出版社） 2021

## 翻訳
- 『砂漠 : Sahara 画集』（カブリエル・バンサン画・文、ブックローン出版） 1991
- 『ちょっとした生きるヒント』（ミシェル・スラング、講談社、お母さんのことば） 1994
- 『ちょっとした子育てのヒント』（ミシェル・スラング、講談社、お母さんのことば） 1994
- 『消えてしまったお人形』（ジーン・リチャードソン文、マイク・ドッド絵、わたなべいちえ名義、アスラン書房） 1995
- 『かあさん、わたしのことすき?』（バーバラ・ジョシーさく、バーバラ・ラヴァレーえ、わたなべいちえ名義、偕成社） 1997